# Mousouri
Mousouri (griechisch Δημοτική ενότητα Μουσούρων (f. pl.)) ist ein Gemeindebezirk auf der Insel Kreta im Regionalbezirk Chania.
Mousouri liegt circa 12 km südwestlich von Chania entfernt. Sie wurde zum 1. Januar 2011 im Rahmen des Kallikratis-Programms in die Gemeinde Platanias eingemeindet, wo sie seither einen Gemeindebezirk bildet. Laut Volkszählung lebten 2011 4026 Einwohner in dem (neuen) Gemeindebezirk Mousouri.
Der Gemeindebezirk Mousouri besteht aus 12 Ortschaften und hat 22 Siedlungen. Mit einer Fläche von 190.966 Hektar und einer Bevölkerung von 4026 Einwohnern gemäß der Volkszählung von 2011 erstreckt sie sich vom Tiefland bis zu den Bergregionen der Weißen Berge. Zum Gebiet des Gemeindebezirks gehören die Hochebene von Omalos und Xyloskalo, der Ausgangspunkt zur Samaria-Schlucht, wie auch die Dörfer der Ebene, Alikianos, Vatolakkos, Skines und Fournes.

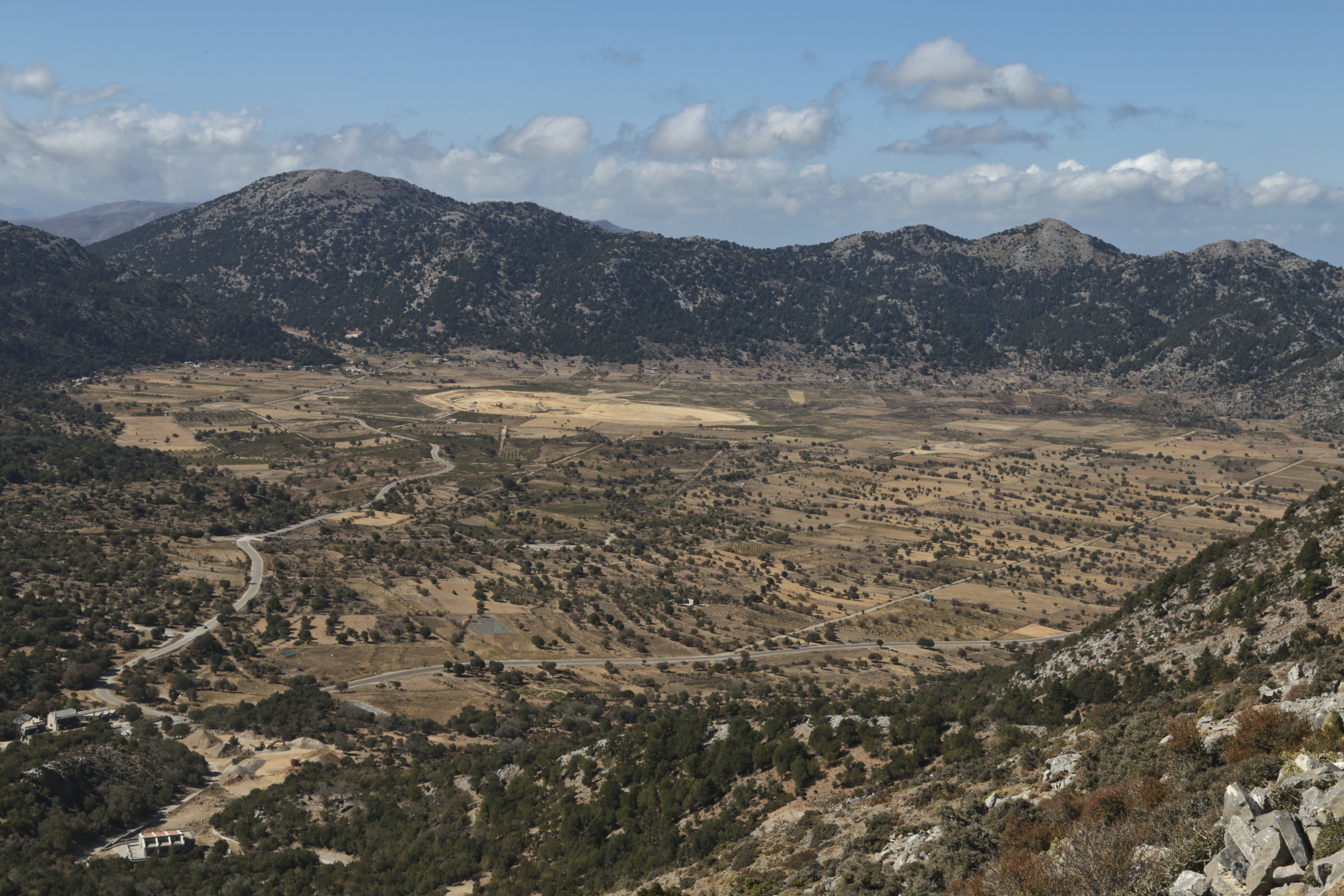
Hochebene von Omalos
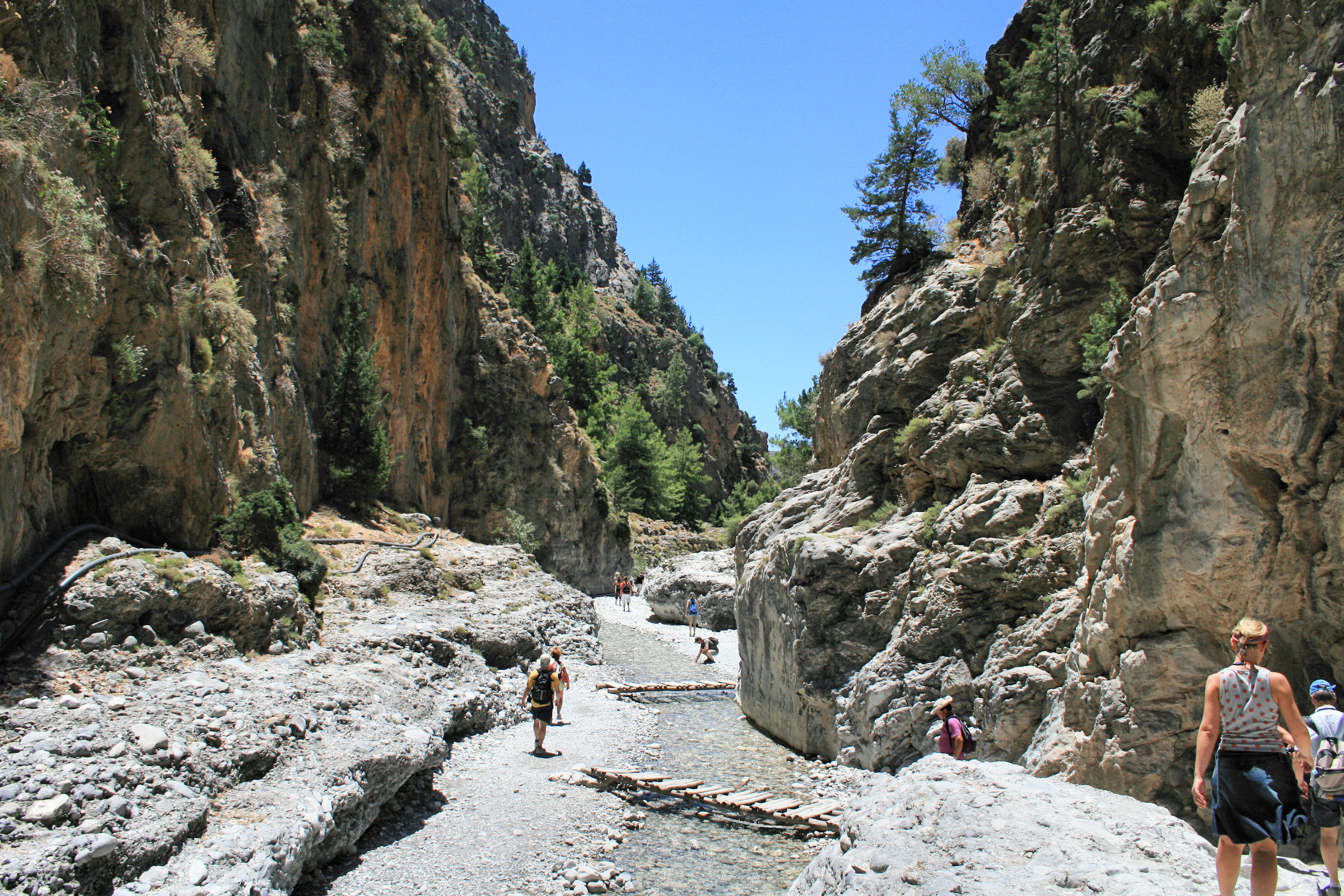
Samaria-Schlucht